# Fischbach (Birkenfeld)
Fischbach è un comune di 887 abitanti della Renania-Palatinato, in Germania.

Appartiene al circondario (Landkreis) di Birkenfeld (targa BIR) ed è parte della comunità amministrativa (Verbandsgemeinde) di Herrstein-Rhaunen.
Nel territorio del comune il fiume Fischbach confluisce nella Nahe.